# Čini Gorenjskega domobranstva
Čini Gorenjskega domobranstva.

## Nižji
- desetar
- vodnik
- poveljnik postojanke

## Višji
- Namestnik načelnika
- Načelnik
- Poveljnik Centra Gorenjskega domobranstva